# Deus absconditus
Deus absconditus (expresión latina que significa  ‘Dios escondido’, del verbo abscondere ‘esconder’) es un concepto de la teología cristiana del Antiguo Testamento. Designa a Dios como incognoscible por la razón humana.

## Presentación

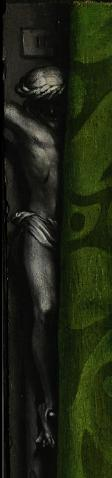
Los embajadores (detalle), de Holbein, 1533.

La expresión proviene de la Vulgata, a saber, un versículo del Libro de Isaías: Vere tu es Deus absconditus Deus Israel, salvator, ‘Verdaderamente tú eres un Dios que se esconde, ¡Dios de Israel, salvador!’ (Is, 45:15): —אָכֵן, אַתָּה אֵל מִסְתַּתֵּר--אֱלֹהֵי יִשְׂרָאֵל, מוֹשִׁיעַ.
El tema de Deus absconditus se refiere a la impotencia de la razón humana para aprehender a Dios. Este enfoque considera que la sabiduría de Dios es inmensurable, su voluntad es insondable y que existe una diferencia infinita entre Dios y sus criaturas: Dios es el ganz Anderes (el ‘Otro, totalmente’) como se define en Lo Santo de Rudolf Otto (1917).
Varios teólogos y filósofos, entre ellos Nicolás de Cusa, Lutero, Calvino y Pascal, se han ocupado de esta imposibilidad en relación con la trascendencia divina.
Situado en el centro de la teología apofática, este concepto ocupa un lugar importante en la teología dialéctica, especialmente en Karl Barth, a quien se opone en este punto Erich Przywara.
Es la antítesis del Deus revelatus, el ‘Dios revelado’ descrito por Lutero en De servo arbitrio.

## Lutero y la gracia
El tema de Deus absconditus está vinculado al del libre albedrío y a la hermenéutica de la relación entre fe y razón.
Lutero explicó la noción de Deus absconditus en su obra De servo arbitrio (1525), pero ya lo había mencionado en sus primeros comentarios a los Salmos y en su curso sobre la Epístola a los Romanos de 1516. El De servo arbitrio desarrolla la idea de que nos es imposible conocer el rostro oculto de Dios, el Deus absconditus, que resume con esta fórmula: «Quæ supra nos nihil ad nos» (‘Lo que está encima de nosotros no nos concierne’). Sólo la revelación en Cristo nos ilumina sobre la naturaleza de Dios y su voluntad.
Lutero defiende la doctrina de la predestinación, que lleva al cristiano a humillarse ante Dios, a no confiar en sus propios méritos y a confiar enteramente en la gracia divina.

## Pascal: el Dios que se esconde
Para Pascal, el Deus absconditus es menos un «Dios escondido» que un «Dios que se esconde» por la ceguera de los hombres, por el pecado original, y del que sólo Cristo puede librarlos. Además, uniéndose a la enseñanza de los jansenistas, Pascal rechaza la capacidad de la razón para penetrar los misterios de la fe, del mismo modo que desconfía de las «pruebas metafísicas» de la existencia de Dios. En este sentido, el Deus absconditus es necesario para la fe: «Si Dios se revelara continuamente a los hombres, no habría ningún mérito en creerle; y si nunca se descubriera, habría poca fe».
El pensamiento de Pascal es, para Xavier Tilliette, «de un solo movimiento una apologética original, una crítica del conocimiento y una meditación o un misticismo». En este sentido, el misterio eucarístico representa a los ojos de Pascal «a la vez una apoteosis del Dios escondido y la piedra de toque de la verdad católica». Su carta de octubre de 1656 a Charlotte de Roannez llega incluso a evocar «ese extraño secreto, en el cual Dios se ha escondido, impenetrable a la vista de los hombres». Este Dios, continúa Pascal, «ha permanecido oculto, bajo el velo de la naturaleza que nos lo cubre, hasta la Encarnación; y cuando ha sido necesario que apareciera, se ha ocultado aún más cubriéndose de humanidad». Este secreto tan «extraño», tan «oscuro», según Pascal, no es otro que el sacramento de la Eucaristía, es decir, la «maná escondida» del Apocalipsis, pero también el Vere tu es Deus absconditus del Libro de Isaías.
Pascal sitúa, por lo tanto, la Eucaristía, observa Xavier Tilliette, «en el corazón de la oscuridad en la que Dios mismo ha querido sumergirse para ser buscado con mayor ardor». Como «pieza de la apologética pascaliana», la Eucaristía «mantiene su carácter de prueba de fe», en particular cuando Pascal escribe: «Así como Jesucristo permaneció desconocido entre los hombres, así su verdad permanece entre las opiniones comunes, sin diferencia en el exterior. Así también la Eucaristía entre el pan común».

## El Cristo anónimo
Varios teólogos cristianos ven en otras religiones «simientes» evangélicas o incluso la presencia de un «Cristo anónimo».

## Representación artística
En la esquina superior izquierda del cuadro de Holbein Los embajadores, aparece un crucifijo semioculto por una cortina verde, en alusión al Deus absconditus. Esta imagen corresponde a la visión sugerida por la Epístola a los Romanos, del apóstol Pablo, a quien admiraba Georges de Selve, el embajador representado por Holbein.